# Phare de Galera Point
Le phare de Galera Point (en anglais : Galera Point Lighthouse) est un phare actif situé à Galera Point (ceb) dans la région de Sangre Grande (île de Trinité), à Trinité-et-Tobago, en mer des Caraïbes.

## Histoire
Ce phare, mis en service en 1897, est situé à l'extrémité nord-est de l'île de Trinité, à l'est de Toco. Après avoir été négligé pendant de nombreuses années, le phare a été restauré et repeint en 2006-07. En 2011, des travaux supplémentaires de restauration ont été effectués, dont un parking pour les visiteurs. Des agents de sécurité assurent la gestion du phare afin de protéger les visiteurs et de prévenir le vandalisme. Le phare est ouvert au visite avec accord du personnel.
L’université des Indes occidentales dispose d’équipements de surveillance météorologique et atmosphérique qui sont installés sur la tour à claire-voie.

## Description
Ce phare  est une tour cylindrique en maçonnerie, avec une galerie et une lanterne surélevée sur un pylône métallique à claire-voie de 23 m de haut. La tour en maçonnerie est peinte en blanc, et la partie métallique en bandes rouges et blanches. Son feu à occultations émet, à une hauteur focale de 43 m, une lumière blanche durant 6 secondes par période de 10 secondes. Sa portée est de 16 milles nautiques (environ 30 km).
Identifiant : ARLHS : TRI-004 - Amirauté : J5842 - NGA : 110-16266 .

## Caractéristique dufeu maritime
Fréquence : 10 secondes (W)
- Lumière : 6 secondes
- Obscurité : 4 secondes

### Lien connexe
- Liste des phares de Trinité-et-Tobago